# Stazione di Leixlip Louisa Bridge
La Leixlip Louisa Bridge railway station è una stazione ferroviaria che fornisce servizio a Leixlip, contea di Kildare, Irlanda. Chiamata inizialmente Louisa Bridge & Leixlip fu aperta il 1º settembre 1848. Per essa passa una linea ferroviaria:  il Western Commuter, una linea di treni pendolari che congiunge Dublino a Longford. Dal 2015 si aggiungerà la Line1 della Dublin Area Rapid Transit. Tre anni dopo la costruzione smise di essere chiamata semplicemente Confey a causa dell'apertura di un'altra stazione: la stazione di Leixlip Confey.
La stazione fu rinnovata nel 2000, nell'ambito di un ammodernamento globale che investì più o meno tutte le stazioni del Western Commuter. In particolare furono creati servizi per disabili. È una delle poche stazioni della Iarnród Éireann in cui la struttura della stazione si trova sopra i binari, su un ponte appositamente costruito (un caso analogo sulla DART è la stazione di Dun Laoghaire).

## Servizi
- Servizi igienici
- Capolinea autolinee
- Biglietteria a sportello
- Biglietteria self-service
- Distribuzione automatica cibi e bevande